# هيو إي. كونواي
هيو إي. كونواي (بالإنجليزية: Hugh E. Conway)‏ هو اقتصادي أمريكي، ولد في 9 أكتوبر 1942 في نيويورك في الولايات المتحدة.